# MPT-76
Le MPT-76 est un fusil d’assaut, développé par la firme MKEK initialement pour les Forces armées turques.

## Nom
MPT est l'abréviation de Millî Piyade Tüfeği qui signifie « fusil d'assaut national » en turc, et le 76 renvoie au calibre de l'arme qui est de 7,62 × 51 mm OTAN.

## Développement
Il s'agit d'un fusil d'assaut modulaire développé par la Société des industries mécanique et chimique (MKEK), une entreprise d'armement turque, pour remplacer le HK G3 au sein des Forces armées turques.

## Fabrication
Ce fusil d'assaut est produit dans une usine d'arme située à Kırıkkale.
En 2019, plus de trente mille exemplaires ont été fabriqués.

## Utilisation

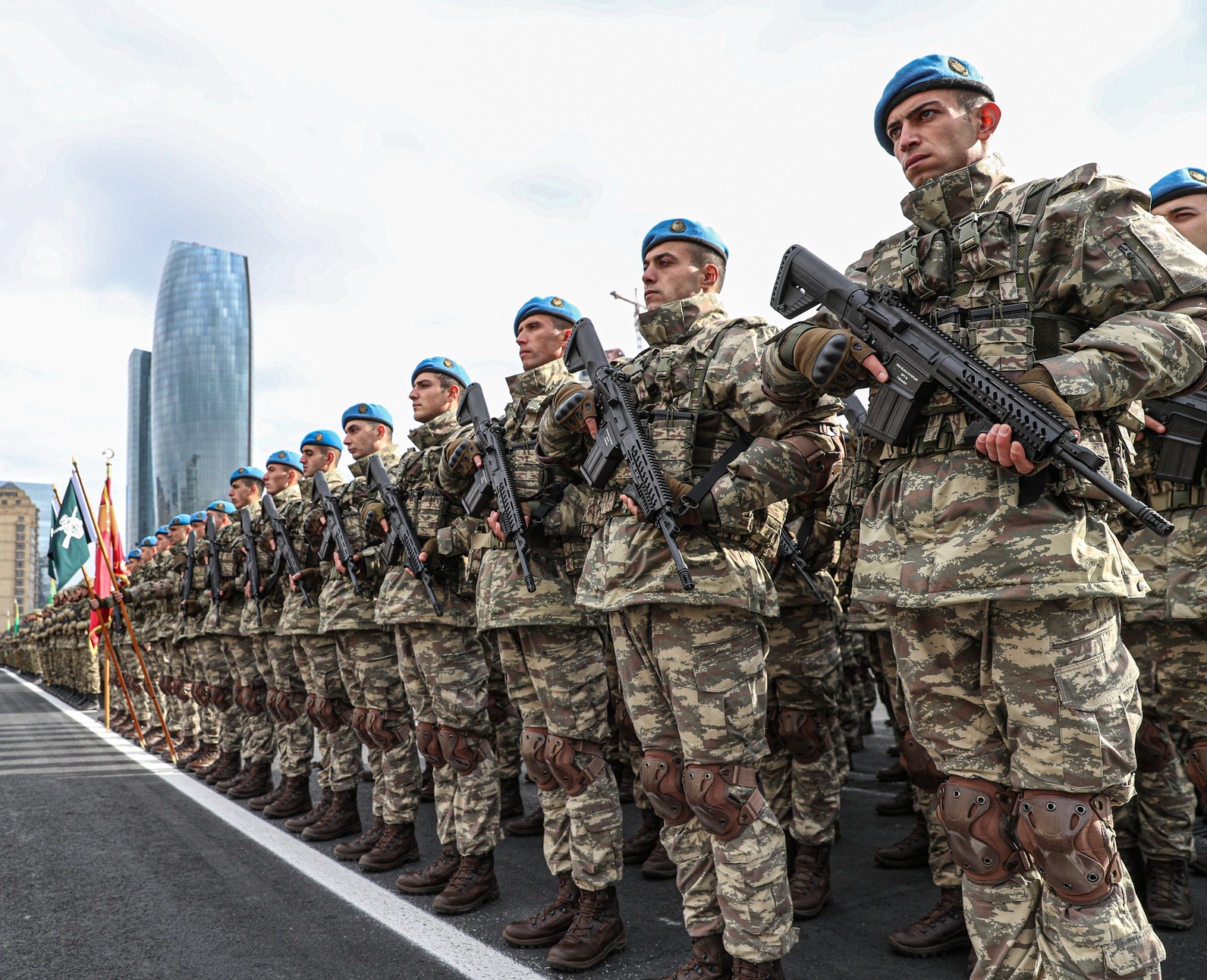
Des forces spéciales turcs avec le MPT-76 lors d'une cérémonie en Azerbaïdjan.

Le MPT-76 est utilisé durant la guerre civile syrienne.

## Exportation
- Albanie : 30 exemplaires offerts[3]

- Azerbaïdjan : intéressé[4]
- Chili : intéressé[4]
- Chypre du Nord : 2 500 commandés[5]
- États-Unis : intéressé[4]
- Somalie : 450 livrés[6]